# Rhynchostegium confusum
Rhynchostegium confusum là một loài rêu trong họ Brachytheciaceae. Loài này được Cezón, J. Muñoz, Hedenäs & Huttunen mô tả khoa học đầu tiên năm 2010.